# Bruno Márquez
Bruno Daniel Márquez Albarrán (Città del Messico, 21 settembre 1989) è un ex giocatore di football americano messicano, che ha giocato come quarterback.
Dopo aver giocato per una squadra universitaria messicana gioca una stagione con la squadra semiprofessionistica degli Olmecas Premier. In seguito passa in LFA, prima ai Condors de la Ciudad de México e poi ai Raptors de Naucalpan.